# Androcymbium irroratum
Androcymbium irroratum är en tidlöseväxtart som beskrevs av Rudolf Schlechter och Kurt Krause. Androcymbium irroratum ingår i släktet Androcymbium och familjen tidlöseväxter. Inga underarter finns listade i Catalogue of Life.